# إيكلتون (كامبريدجشير)
ايكلتون (بالإنجليزية: Ickleton)‏ هي قرية و أبرشية مدنية تقع في المملكة المتحدة في إنجلترا. يقدر عدد سكانها بـ 709 نسمة .